# Liam Tancock
Liam John Tancock (Exeter, 7 maggio 1985) è un ex nuotatore britannico.
Ha più volte stabilito il record del mondo nei 50 dorso:la prima il 2 aprile 2008, durante i Trials britannici di qualificazione olimpica, con il tempo di 24.47 e, due volte, durante i Campionati del mondo di Roma 2009 prima in semifinale con 24"08 e poi in finale limando il tempo di ulteriori quattro centesimi vincendo la medaglia d'oro

## Palmarès
- Mondiali

Montreal 2005: bronzo nei 50m dorso.
Melbourne 2007: bronzo nei 50m dorso e nei 100m dorso.
Roma 2009: oro nei 50m dorso.
Shanghai 2011: oro nei 50m dorso.
- Mondiali in vasca corta

Manchester 2008: oro nei 100m dorso, argento nei 50m dorso e nei 200m misti, bronzo nei 100m misti.
- Europei

Budapest 2006: bronzo nella 4x100m misti.
Budapest 2010: argento nei 50m dorso e bronzo nei 100m dorso.
- Europei in vasca corta

Trieste 2005: bronzo nei 50m dorso, nella 4x50m sl e nella 4x50m misti.
- Giochi del Commonwealth

Melbourne 2006: oro nei 100m dorso e argento nei 50m dorso e nella 4x100 misti.
Delhi 2010: oro nei 50m dorso e nei 100m dorso, argento nella 4x100m sl e bronzo nella 4x100m misti.
Glasgow 2014: oro nella 4x100m misti, bronzo nei 50m dorso e nei 100m dorso.
- Europei giovanili

Glasgow 2003: oro nei 50m dorso, bronzo nei 100m dorso e nella 4x100m misti.